# Alije Dorudi
Alije Dorudi (pers. عاليه درودئ) – wieś w Iranie, w ostanie Sistan i Beludżystan. W 2006 roku miejscowość liczyła 71 mieszkańców w 10 rodzinach.